# Jürgen Achtel
Jürgen Achtel (* 24. Dezember 1950 in Magdeburg) ist ein ehemaliger deutscher Fußballspieler in der DDR-Oberliga, der höchsten Fußballklasse des ostdeutschen Fußballverbandes. Mit dem 1. FC Magdeburg wurde er zweimal DDR-Meister und einmal Pokalsieger.

## Sportliche Laufbahn
Achtel gehörte zu der DDR-Junioren-Nationalmannschaft, die am 26. Mai 1969 nach einem 1:1 gegen Bulgarien durch Losentscheid inoffizieller Vize-Europameister im UEFA-Juniorenturnier wurde. Insgesamt bestritt Achtel, der aus dem Nachwuchs der BSG Einheit Magdeburg 1966 zum 1. FC Magdeburg kam und den Beruf des Maschinenbauers erlernt hatte, sechs Spiele mit der Juniorenauswahl.
Seinen ersten Pflichtspieleinsatz in der DDR-Oberligamannschaft der Magdeburger absolvierte er am 3. Oktober 1971, dem 5. Spieltag der Saison 1971/72. Er wurde in der 66. Minute der Begegnung FC Carl Zeiss Jena-1. FC Magdeburg (1:1) für den Verteidiger Klaus Decker eingewechselt. Die Position des Abwehrspielers nahm Achtel auch künftig ein, der sich schon in seiner ersten Oberligasaison mit 18 Punktspielen in der Mannschaft etablierte und mit dem Meistertitel seinen ersten großen Erfolg feiern konnte. In der folgenden Saison gehörte er vom 1. Spieltag an zum Stammaufgebot des 1. FCM, bestritt 21 der 26 Punktspiele. Zwar konnten die Magdeburger ihren Meistertitel nicht verteidigen, hielten sich dafür aber im DDR-Pokalwettbewerb schadlos. Am 1. Mai 1973 stand der 1. FC Magdeburg mit Jürgen Achtel als linkem Verteidiger im Pokalfinale gegen den 1. FC Lokomotive Leipzig und gewann mit 3:2. Anschließend startete der 1. FC Magdeburg seine bisher erfolgreichste Saison. Er wurde nicht nur zum zweiten Mal DDR-Meister, sondern gewann auch als einzige DDR-Mannschaft einen Europapokal nach einem 2:0-Sieg über den AC Mailand im Finale des Europapokal-Wettbewerbes der Pokalsieger. Für Achtel allerdings war es eine schlechte Saison. Am Meistertitel war er nur mit acht Punktspielen beteiligt, im Europapokal-Wettbewerb absolvierte er nur zwei Spiele, in der 1. Runde beim 0:0 gegen NAC Breda und 0:2 gegen Banik Ostrava im Achtelfinale. Damit verpasste er auch den großen Triumph des Europapokalsieges.
Die Begegnung Hansa Rostock-1. FC Magdeburg am 20. Februar 1974 (18. Spieltag, 2:2) war Achtels letztes Oberligaspiel. In dieser Partie zog er sich einen doppelten Schien- und Wadenbeinbruch zu und musste anschließend nach fünf Operationen seine Karriere verletzungsbedingt beenden. Während seiner kurzen Karriere hatte er 47 Oberligaspiele bestritten, hatte zehnmal im nationalen und sechsmal im internationalen Pokalwettbewerb mitgewirkt. Anschließend spielte er bis 1976 nur noch in der 2. Mannschaft des 1. FCM. Vor dem Oberligaspiel FCM – Hansa Rostock am 10. September 1976 wurde er als FCM-Spieler verabschiedet.